# Hulajgród

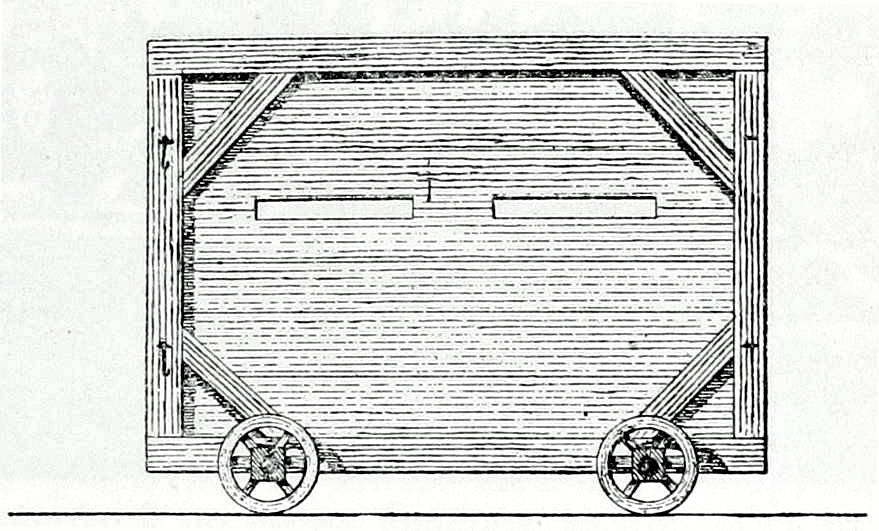
Hulajgród na kołach

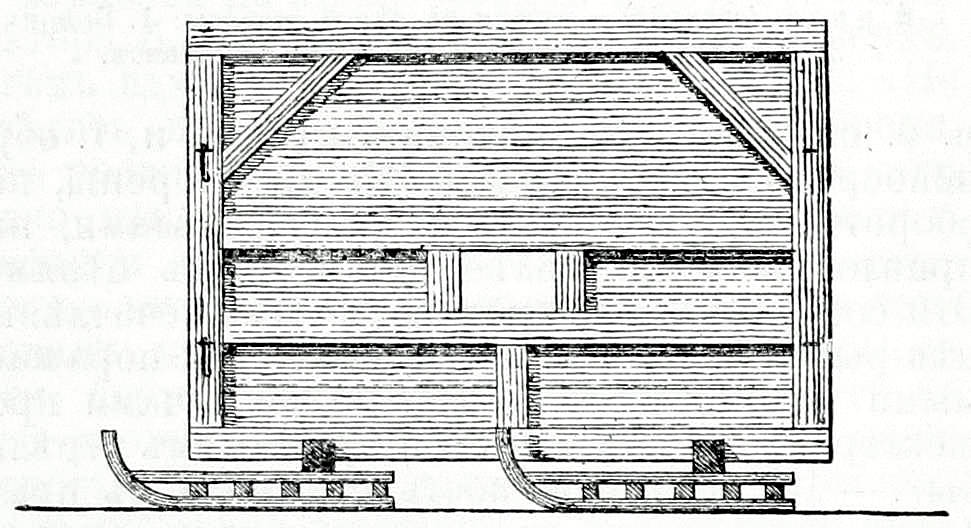
Hulajgród na płozach

Hulajgród, hulajpole, hulajhorodyna (ukr. Гуляй-город) – rodzaj machiny oblężniczej, stosowanej głównie przez oddziały kozackie i rosyjskie, zwłaszcza w XVI i XVII wieku. Jest to późna odmiana wieży oblężniczej.

Machina zbudowana z drewna, przesuwna zasłona na kołach lub płozach, przemieszczana przy pomocy koni, wołów lub siłami wojska. Stosowana w czasie oblężeń i w otwartym polu. Dodatkowo, dla ochrony przed podpaleniem osłaniana z zewnątrz pokryciem z namoczonych, niewygarbowanych skór zwierzęcych. Niektóre hulajgrody kozackie posiadały nawet kilka poziomów, na których znajdowała się także artyleria. Wykorzystanie i opis takich hulajgrodów można znaleźć u Henryka Sienkiewicza w powieści „Ogniem i mieczem” (tom II, rozdział XXV): 

(...) Jednocześnie w dali ukazało się kilkadziesiąt straszliwych machin, podobnych do wież, które toczyły się z wolna ku okopowi. Po bokach ich wznosiły się na kształt potwornych skrzydeł mosty, które przez fosy miano przerzucać – a szczyty dymiły, świeciły i huczały wystrzałami lekkich działek, rusznic i samopałów. Szły te wieże między mrowiem głów jakby olbrzymi pułkownicy – to czerwieniąc się w ogniu armat, to niknąc w dymie i ciemności. Żołnierze ukazywali je sobie z daleka, szepcąc: To hulaj-horodyny! Nas to Chmielnicki będzie mełł w tych wiatrakach. Patrzcie, jak się toczą z hukiem, rzekłbyś: grzmoty! Z armat do nich! z armat! – wołali inni (...).